# Scharyn-Nationalpark
Der Scharyn-Nationalpark (kasachisch Шарын ұлттық паркі; russisch Чарынский национальный парк Tscharynski nazionalny park) ist ein Nationalpark im Südosten Kasachstans östlich der Stadt Almaty. Er ist nach dem Scharyn-Fluss benannt, der im Nationalparkgebiet einen tiefen Canyon in das umgebende Gestein gewaschen hat. Dieser wird häufig mit dem Grand Canyon in den USA verglichen. Der Scharyn-Canyon ist etwas kleiner als dieser, aber ähnlich bizarr ausgeformt. 

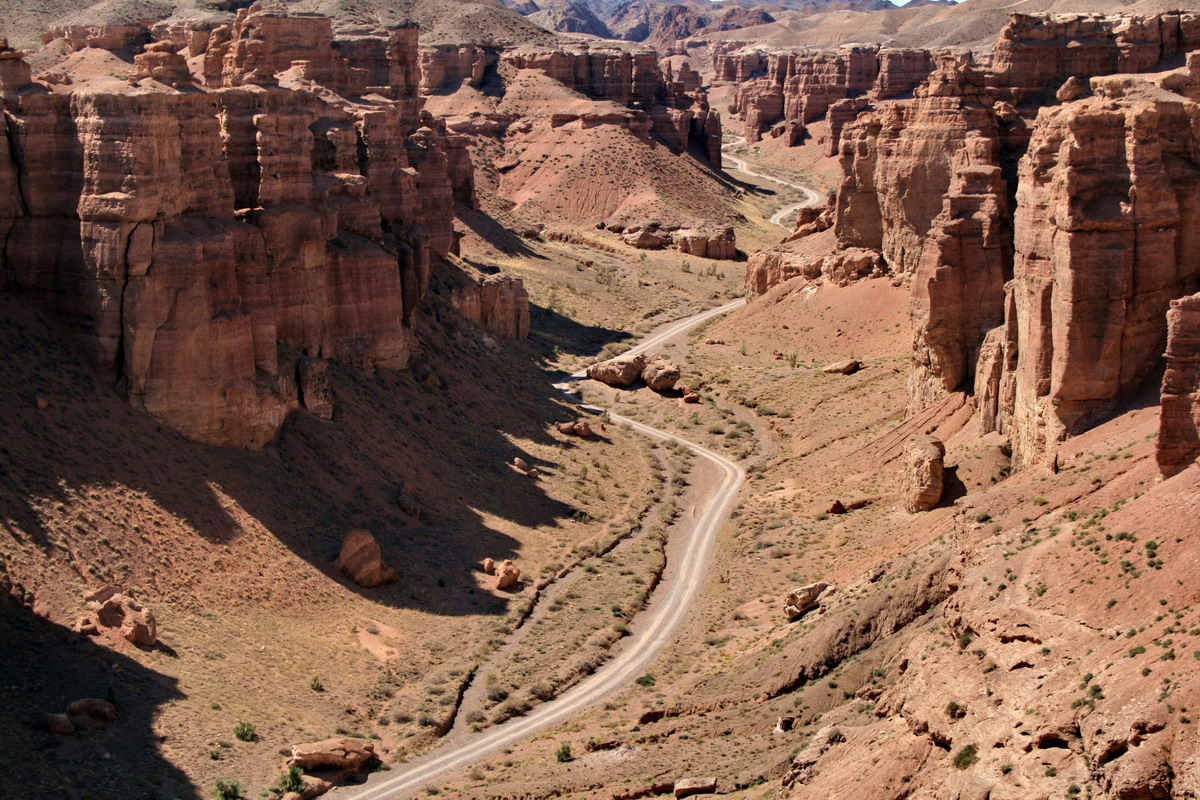
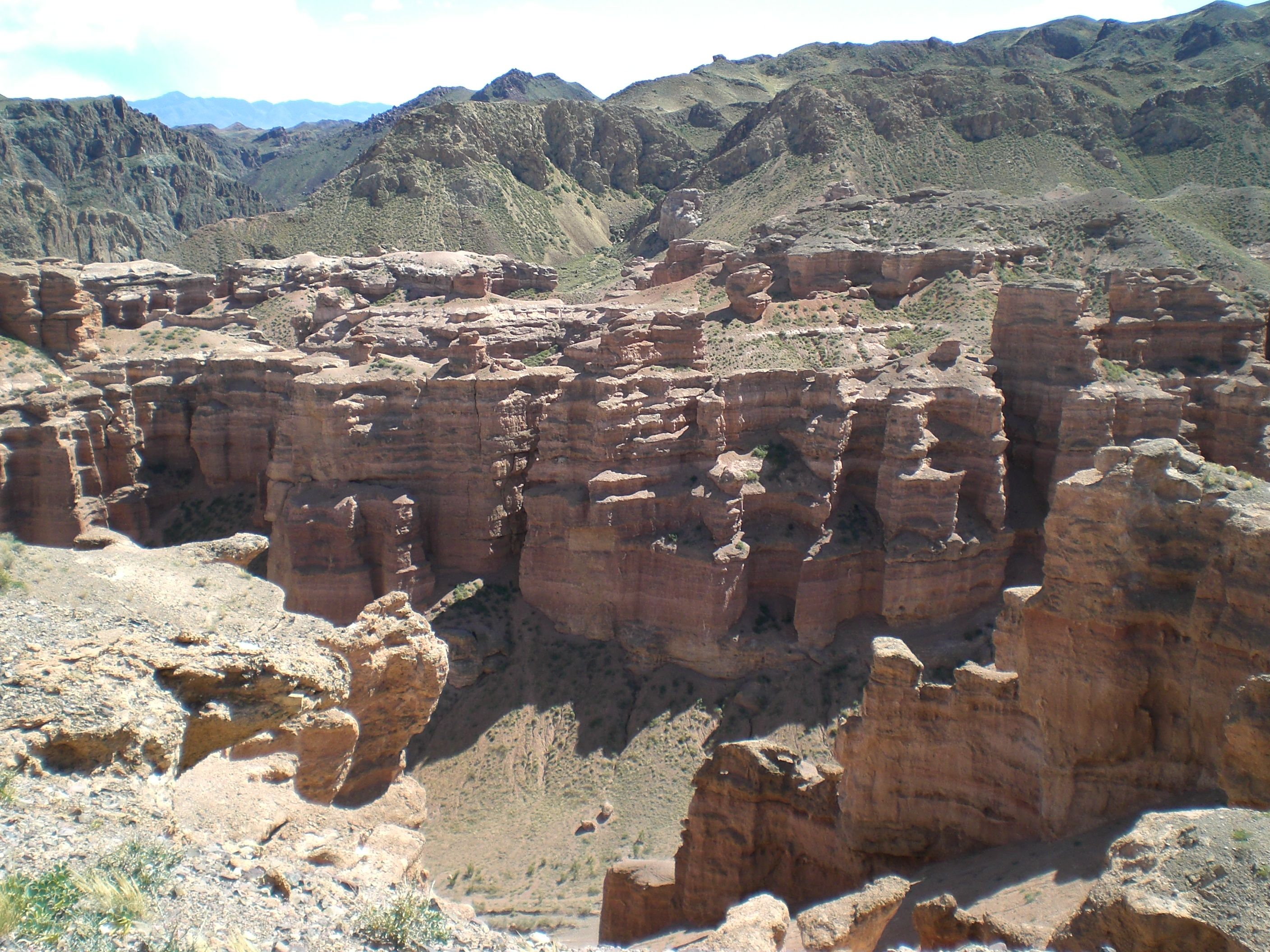
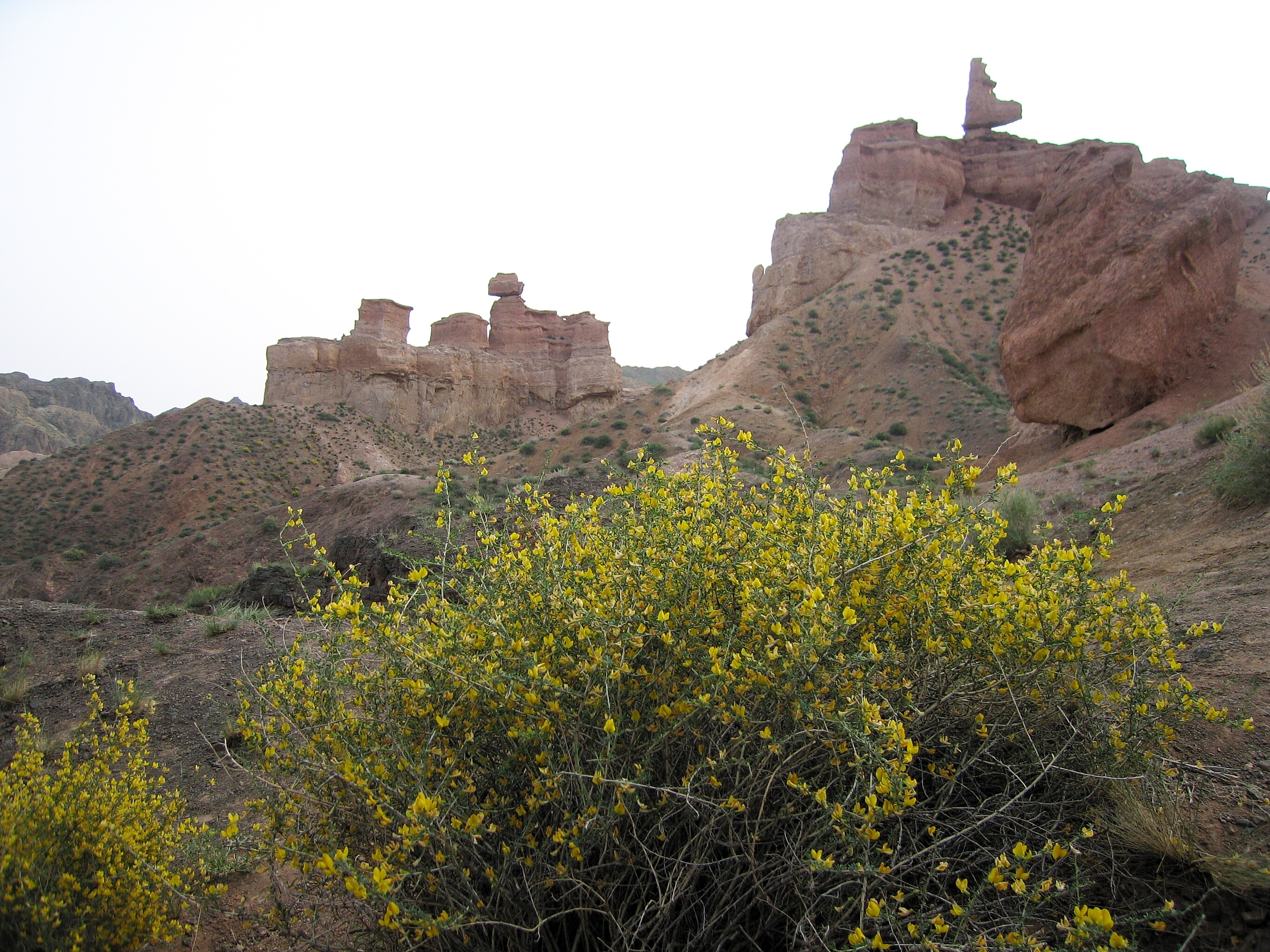
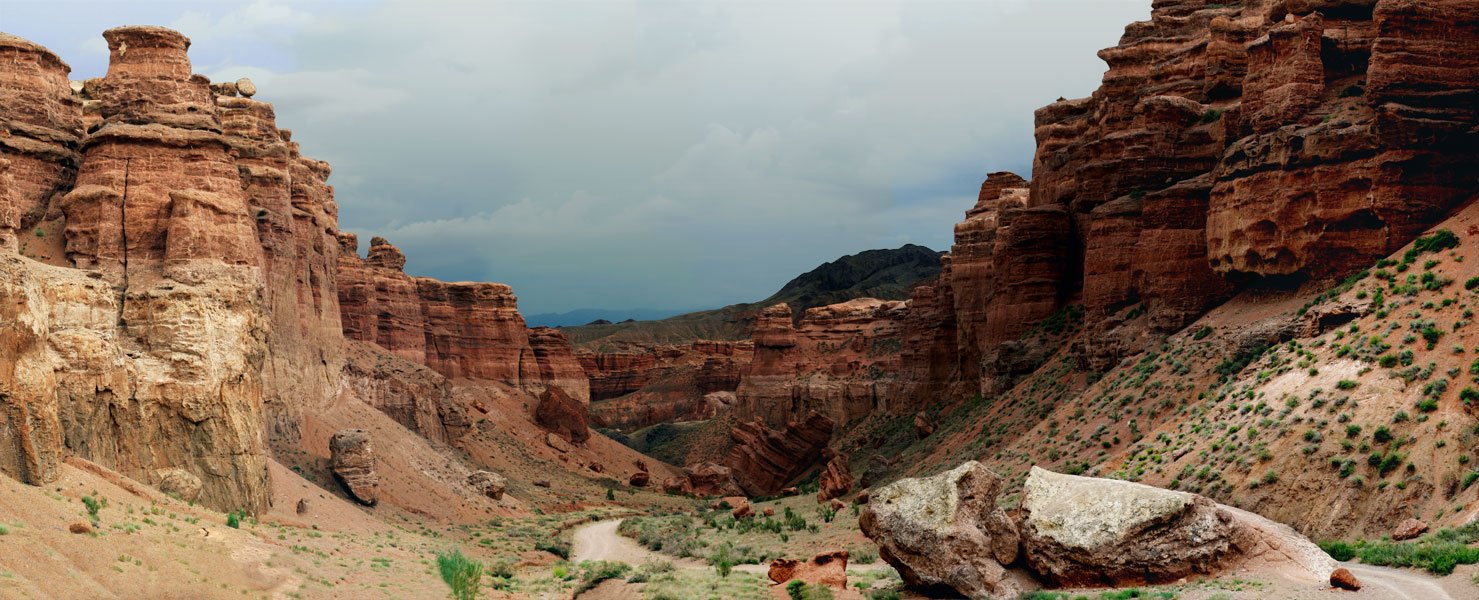
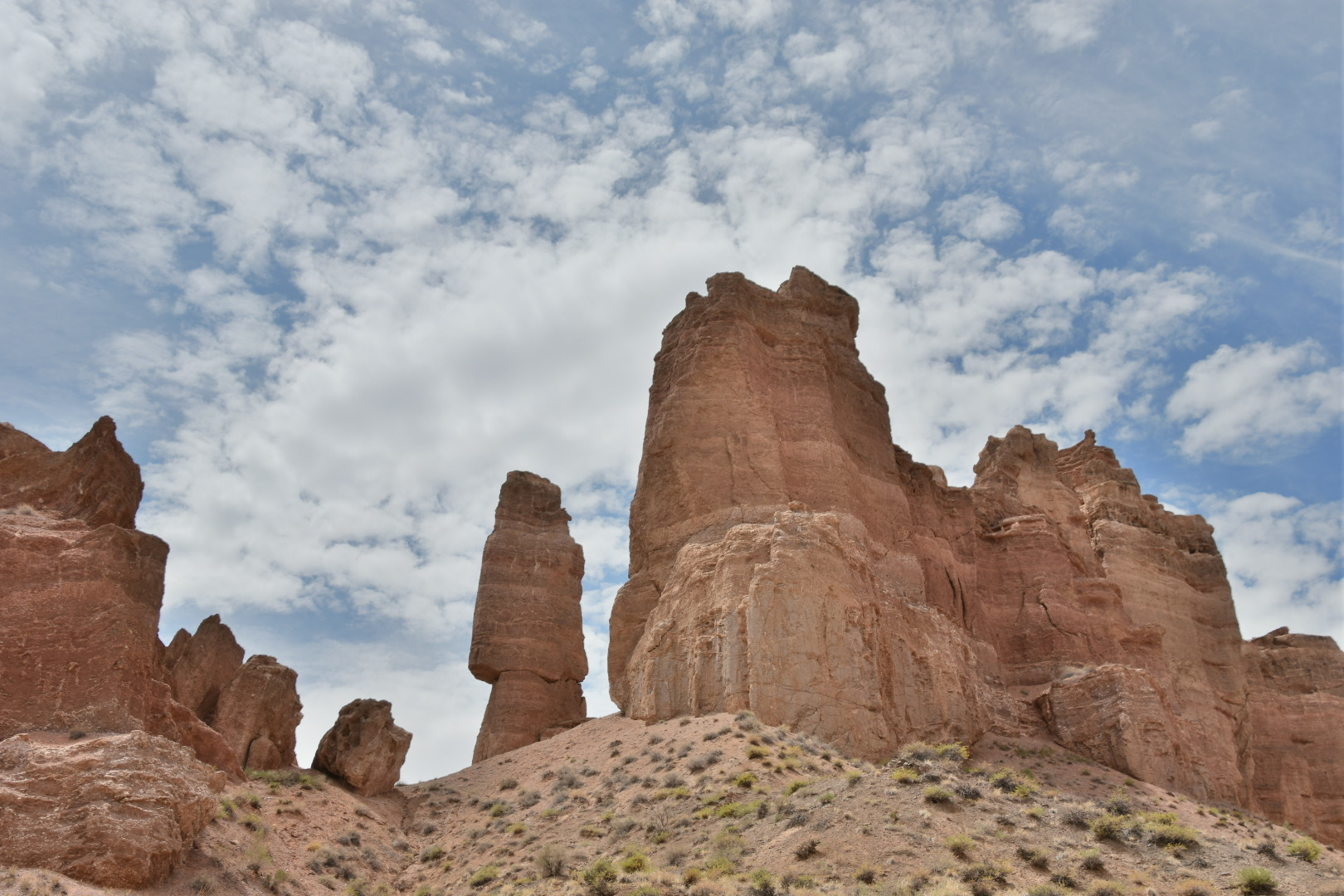
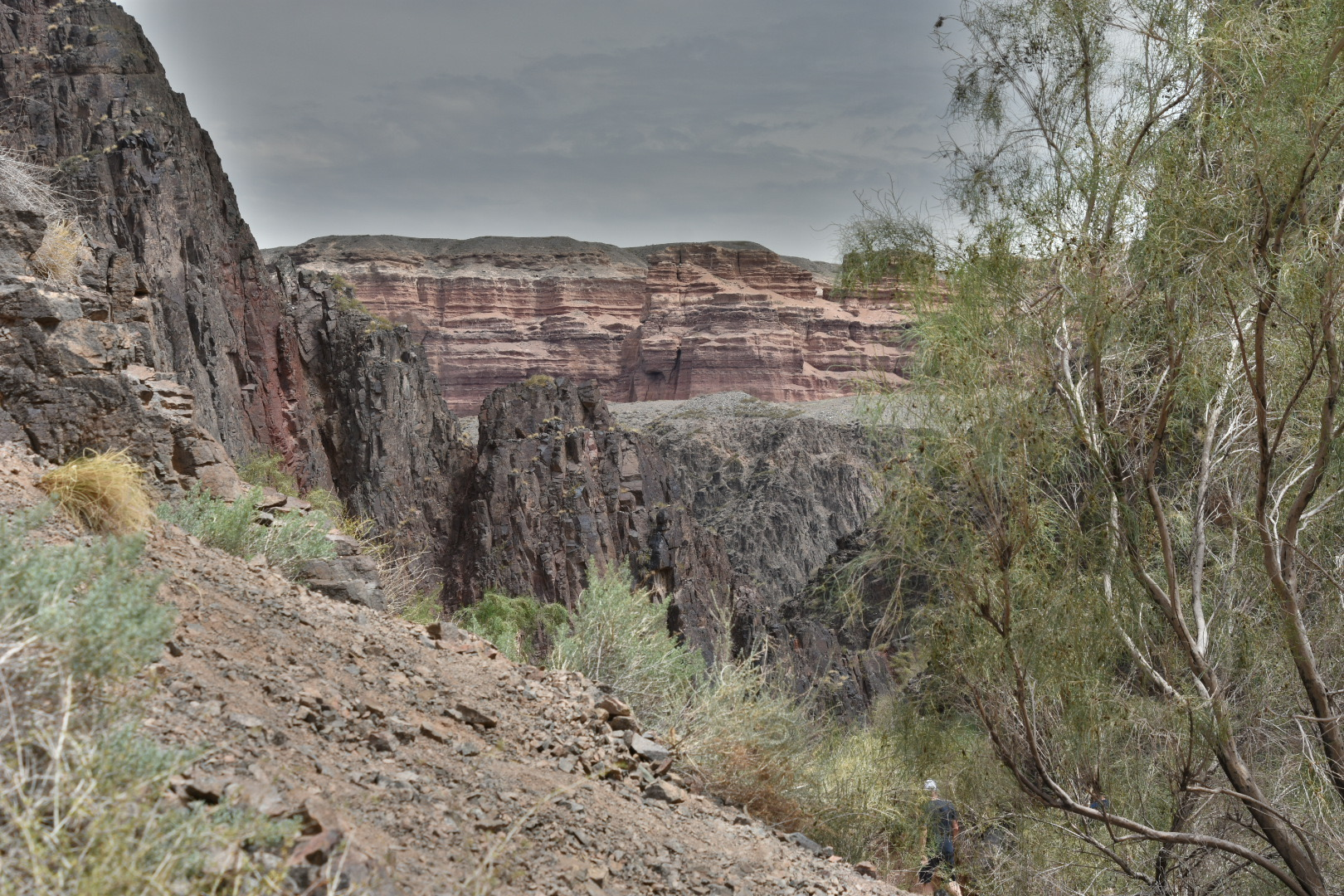